# Hải Lộc, Hậu Lộc
Hải Lộc là xã ven biển thuộc huyện Hậu Lộc, tỉnh Thanh Hóa, Việt Nam.

## Diện tích và dân số
Xã Hải Lộc có diện tích 3,56 km².
Dân số của xã Hải Lộc:
- Theo Tổng điều tra dân số năm 1999: 8.298 người[3].
- Theo Tổng điều tra dân số năm 2009: 8.358 người với 1.799 hộ gia đình, gồm 4.082 nam và 4.276 nữ[1].

## Địa giới hành chính

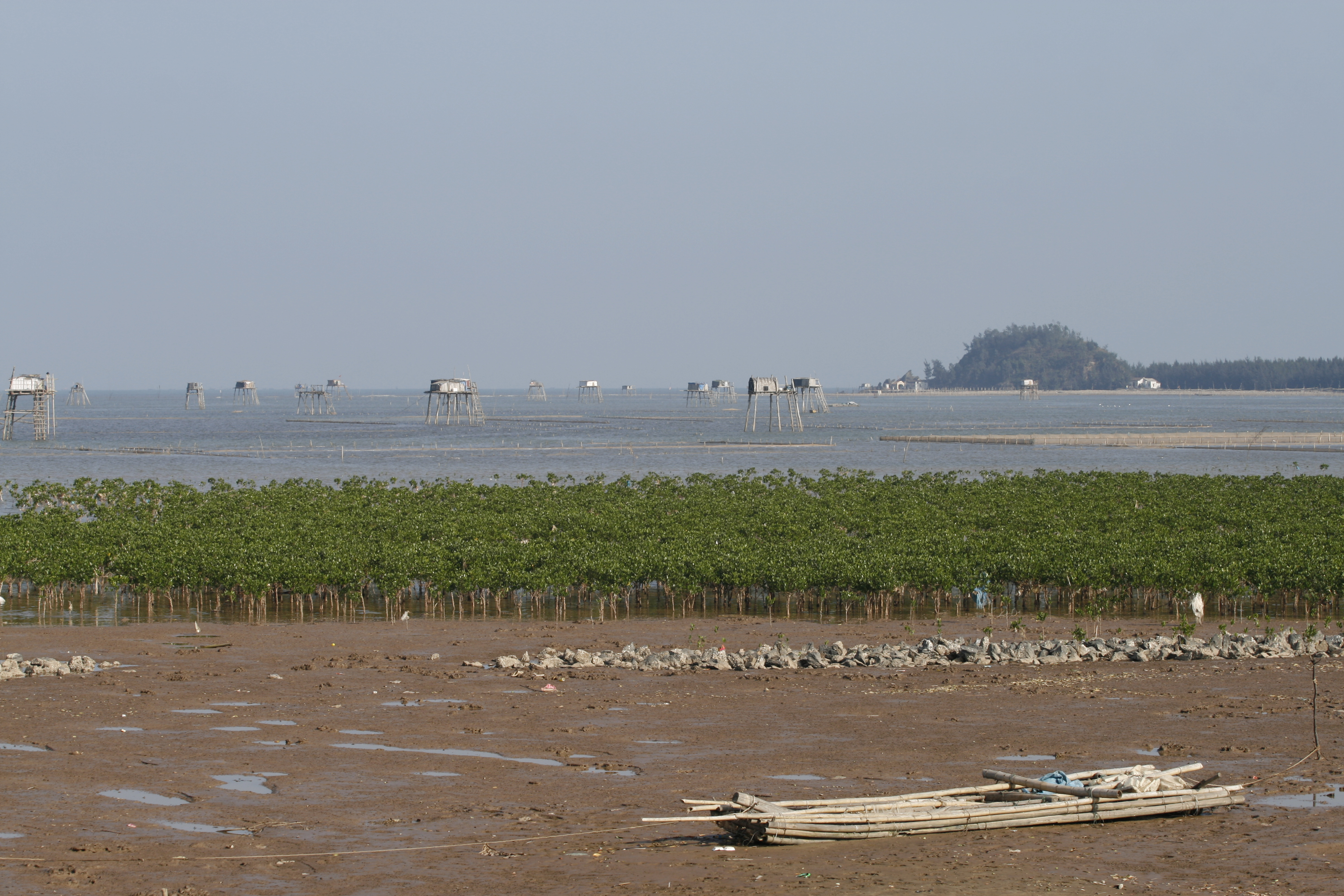
Cửa biển Lạch Trường, giáp danh giữa xã Hải Lộc và xã Hoằng Trường, Hoằng Hóa

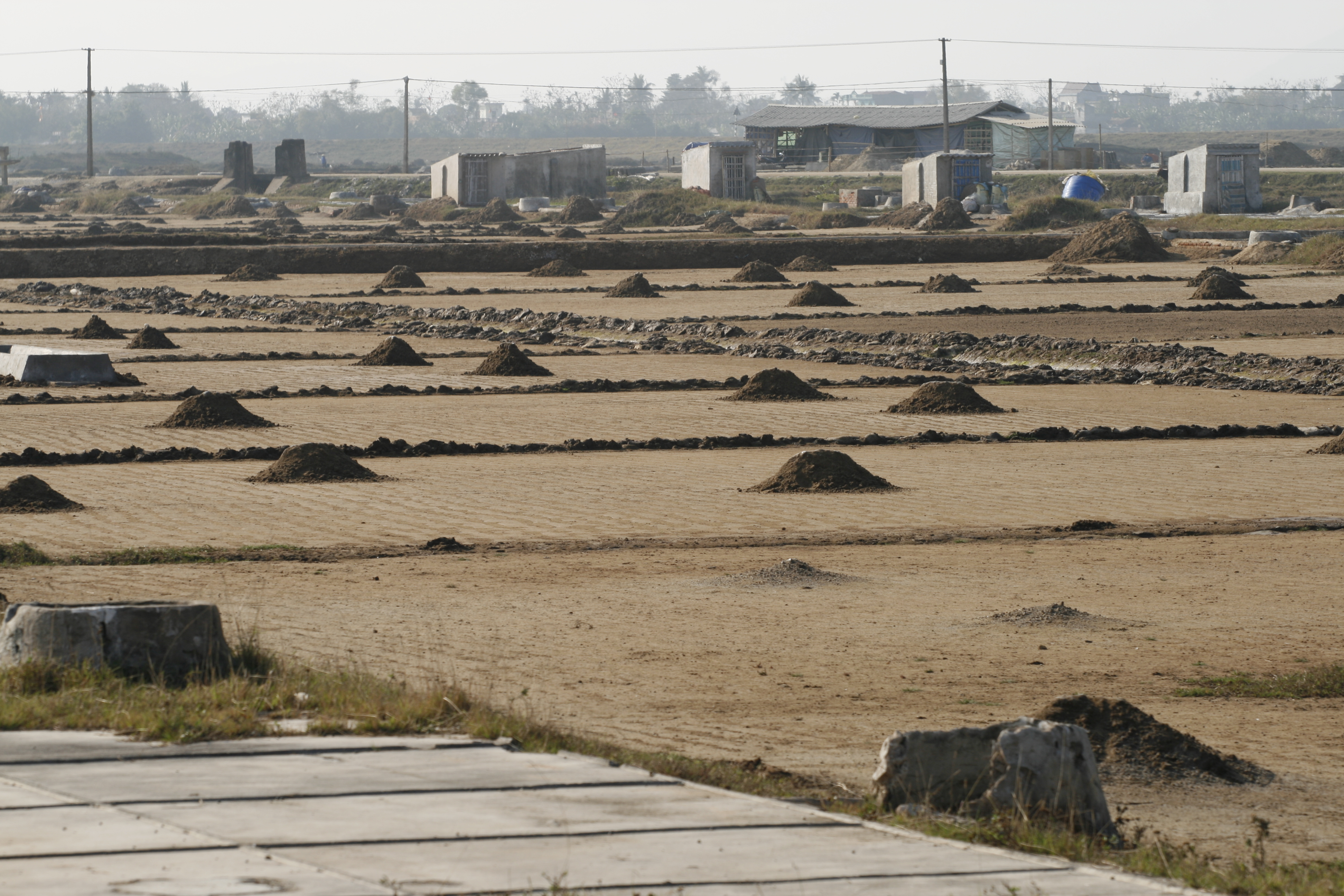
Đồng muối của diêm dân xã Hải Lộc

Xã Hải Lộc nằm ở phía đông nam của huyện Hậu Lộc.
- Phía đông giáp vịnh Bắc Bộ;
- Phía nam giáp các xã Hoằng Trường và Hoằng Yến, huyện Hoằng Hóa;
- Phía tây giáp xã Hòa Lộc, huyện Hậu Lộc;
- Phía bắc giáp xã Minh Lộc, huyện Hậu Lộc.

## Hành chính
Xã Hải Lộc được chia thành 7 thôn: Đa Phạn, Lạch Trường, Lộc Tiên, Tân Lộc,Tân Hải, Nam Khê, Y Bích.

## Kinh tế
Hải Lộc là địa phương đa dạng về ngành nghề kinh tế. Trong quá khứ, người dân Hải Lộc chủ yếu làm các nghề muối, đánh bắt hải sản gần bờ, làm mắm, thương nghiệp. Trong giai đoạn chiến tranh chống Mỹ, Hải Lộc phát triển mạnh nghề làm chiếu cói, thảm cói. Sau này, người dân Hải Lộc phát triển nghề nuôi ngao, đóng góp nhiều vào phát triển kinh tế xã hội ở địa phương. Mặc dù kinh tế xã hội ở địa phương đã được nâng lên đáng kể, nhiều hộ có điều kiện kinh tế khá giả nhưng vẫn còn nhiều hộ khó khăn, chưa có điều kiện tiếp cận các dịch vụ chăm sóc sức khỏe, văn hóa. 

## Truyền thống
Hải Lộc là một vùng quê có truyền thống hiếu học điển hình. Thời phong kiến Hải Lộc có ông Lê Doãn Giai - người được ghi danh ở Bia tiến sĩ tại Văn Miếu. Sau này, Hải Lộc sản sinh ra nhiều nhân sỹ, trí thức khác như Đinh Chương Dương - một nhân sỹ yêu nước, PGS.TS. Nguyễn Văn Minh - Trưởng Khoa dược Bệnh viện Quân y 103, TS. Trần Minh Hùng - Viện thú y TW, TS. Hà Tuấn - Học viện chính trị Hành chính Quốc gia, TS. Nguyễn Văn hóa & TS. Trần Văn Dũng - Đại học Hồng Đức,... Các thế hệ con em Hải Lộc sau này cũng rất nhiều người đỗ đạt và đang đảm đương các vị trí chủ chốt tại các cơ quan, doanh nghiệp trên cả nước. 